# Ilmari Salminen
Pour les articles homonymes, voir Salminen.
Ilmari Salminen, né le 21 septembre 1902 à Elimäki et décédé le 5 janvier 1986 à Kouvola, est un athlète finlandais spécialiste des courses de fond qui a remporté la médaille d'or du 10 000 mètres des Jeux olympiques de 1936.

## Biographie
Ilmari Salminen commence sa carrière internationale en 1934 lors de la première édition des Championnats d'Europe à Turin. Il y remporte le titre du 10 000 mètres et la médaille de bronze du 5 000 mètres. En 1936, aux Jeux olympiques de Berlin, il s'impose en finale du 10 000 mètres, devançant ses compatriotes Arvo Askola et Volmari Iso-Hollo. En 1937, Salminen établit un nouveau record du monde de la discipline en réalisant 30 min 05 s 6, puis remporte l'année suivante un nouveau titre continental à l'occasion des Championnats d'Europe de 1938 à Paris. Il met un terme à sa carrière au début de la Seconde Guerre mondiale.

## Palmarès

### Jeux olympiques
- Jeux olympiques d'été de 1936 à Berlin :
  -  Médaille d'or du 10 000 mètres

### Championnats d'Europe
- Championnats d'Europe 1934 à Turin :
  -  Médaille d'or du 10 000 mètres.
  -  Médaille de bronze du 5 000 mètres
- Championnats d'Europe 1938 à Paris :
  -  Médaille d'or du 10 000 mètres.

## Sources
- (en) Cet article est partiellement ou en totalité issu de l’article de Wikipédia en anglais intitulé « Ilmari Salminen » (voir la liste des auteurs).